# Oscar za najlepszą reżyserię

Tom Hooper, nagrodzony za reżyserię filmu Jak zostać królem, wraz z wręczającą mu nagrodę Kathryn Bigelow, pierwszą kobietą, która otrzymała Oscara w tej kategorii

Oscar za najlepszą reżyserię (The Academy Award for Directing) – jedna z nagród przyznawanych reżyserom, pracującym w przemyśle filmowym, przez Amerykańską Akademię Sztuki i Wiedzy Filmowej; nominacje są przyznawane przez członków Akademii pracujących w branży reżyserskiej. Zwycięzcy są wybierani przez wszystkich członków Akademii.

## Początki
Tylko podczas 1. ceremonii wręczenia Oscarów w 1929 roku za okres 1927/28 zostały przyznane 2 Oscary za najlepszą reżyserię: Oscar za najlepszą reżyserię dramatu (The Academy Award for Dramatic Direction) oraz Oscar za najlepszą reżyserię komedii (The Academy Award for Comedy Direction). Oscar za najlepszą reżyserię komedii został następnego roku usunięty i do dziś przyznaje się Oscara za najlepszą reżyserię, który głównie zostaje przyznawany za dramaty.
Pierwsze lata Oscarów były pełne kontrowersji i braku logiki. Tak też działo się z Oscarem za najlepszą reżyserię. W pierwszych latach istnienia Nagrody Akademii, aktorzy, aktorki, reżyserzy i inni pracownicy branży filmowej byli nominowani za wszystkie filmy, w których mieli udział w nagradzanym okresie. Jeśli chodzi o Oscary za reżyserię, to tylko w 1929 roku Oscara za najlepszą reżyserię przyznano reżyserom za reżyserię jednego filmu. W następnych latach nominacje i nagrody budziły kontrowersje. W 1930 roku do Oscara 1928/29 został nominowany reżyser Frank Lloyd za reżyserię 3 filmów, lecz otrzymał Oscara za reżyserię tylko jednego z tych trzech filmów. Podczas następnego rozdania Oscarów w 1930 roku za okres 1929/30, reżyser Clarence Brown został nominowany do Oscara za reżyserię dwóch filmów. Dopiero od 1931 roku zaczął do dziś zaczął obowiązywać system, iż reżyser dostaje nominację do Oscara za reżyserię w danym okresie tylko jednego filmu.

## Rekordy i statystyki
Spośród wszystkich 79 ceremonii wręczania Oscarów, aż na 58 ceremoniach Oscar za najlepszą reżyserię trafiał do reżysera filmu, który otrzymał Oscara za najlepszy film.
Tylko 5 filmów dostało Oscara za najlepszy film, za które reżyserzy nie otrzymali nawet nominacji do Oscara za najlepszą reżyserię:
- Skrzydła (1927/28), reż. William A. Wellman
- Ludzie w hotelu (1931/32), reż. Edmund Goulding
- Wożąc panią Daisy (1989), reż. Bruce Beresford
- Operacja Argo (2012), reż. Ben Affleck
- Green Book (2018), reż. Peter Farrelly

Tylko 2 reżyserów w historii Akademii dostało Oscara za najlepszą reżyserię za filmy, które nie otrzymały nominacji do Oscara za najlepszy film:
- Lewis Milestone (1927/28) za film Awantura arabska.
- Frank Lloyd (1928/29) za film Królowa bez korony. Lloyd był również nominowany do Oscara 1928/29 za reżyserię filmów Weary River i Drag, które także nie dostały nominacji za najlepszy film.

W całej historii Akademii trzykrotnie Oscara za reżyserię tego samego filmu otrzymał tandem reżyserski. Do tego wąskiego grona laureatów należą: 
- Robert Wise i Jerome Robbins za film West Side Story (1961)
- Joel i Ethan Coenowie za To nie jest kraj dla starych ludzi (2007).
- Daniel Kwan i Daniel Scheinert za Wszystko wszędzie naraz (2022)

W historii Akademii tylko 9 kobiet dostało nominację do Oscara za najlepszą reżyserię:
- Lina Wertmüller (1976)
- Jane Campion (1993)
- Sofia Coppola (2003)
- Kathryn Bigelow (2009, laureatka)
- Greta Gerwig (2017)
- Chloé Zhao (2020, laureatka)
- Emerald Fennell (2020)
- Jane Campion (2021, laureatka)
- Justine Triet (2023)

Do tej pory nigdy w historii Oscarów nie zdarzyło się, aby reżyser grający we własnym filmie dostał za niego jednocześnie Oscara za najlepszą reżyserię i Oscara za najlepszego aktora pierwszoplanowego. W całej historii Oscarów 4 reżyserów dostało Oscara za najlepszą reżyserię za filmy, w którym zagrali, lecz nie dostali oni za te filmy Oscara za najlepszego aktora pierwszoplanowego:
- Woody Allen (1977) za film Annie Hall
- Warren Beatty (1981) za film Czerwoni
- Kevin Costner (1990) za film Tańczący z wilkami
- Clint Eastwood (1992, 2004) za filmy Bez przebaczenia i Za wszelką cenę

Z kolei tylko 2 reżyserów dostało Oscara dla najlepszego aktora pierwszoplanowego za rolę w filmach, które sami wyreżyserowali, lecz nie dostali oni za te filmy Oscara za najlepszą reżyserię. Byli to:
- Laurence Olivier (1948) za rolę w filmie Hamlet
- Roberto Benigni (1998) za rolę w filmie Życie jest piękne.

Najwięcej Oscarów w tej kategorii – aż 4 – otrzymał John Ford (1935, 1940, 1941, 1952).
Dwóch reżyserów dostało 3 Oscary w tej kategorii:
- Frank Capra (1934, 1936, 1938)
- William Wyler (1942, 1946, 1959)

Aż 17 reżyserów otrzymało Oscara w tej kategorii dwukrotnie:
- Lewis Milestone (1927/28, 1929/30)
- Frank Borzage (1927/28, 1931/32)
- Frank Lloyd (1928/29, 1932/33)
- Leo McCarey (1937, 1944)
- Billy Wilder (1945, 1960)
- Elia Kazan (1947, 1954)
- Joseph L. Mankiewicz (1949, 1950)
- George Stevens (1951, 1956)
- Fred Zinnemann (1953, 1966)
- David Lean (1957, 1962)
- Robert Wise (1961, 1965)
- Miloš Forman (1975, 1984)
- Oliver Stone (1986, 1989)
- Clint Eastwood (1992, 2004)
- Steven Spielberg (1993, 1998)
- Ang Lee (2005, 2012)
- Alejandro González Iñárritu (2014, 2015)
- Alfonso Cuarón (2013, 2018)

John Ford, Joseph L. Mankiewicz i Alejandro González Iñárritu są przy tym jedynymi reżyserami, którzy dostali Oscara w swojej kategorii dwa razy z rzędu, rok po roku.
Reżyser, który otrzymał największą liczbę nominacji w tej kategorii to William Wyler (12).
Aż 4 reżyserów dostało największą liczbę nominacji w tej kategorii bez wygrania statuetki (5):
- Robert Altman
- Clarence Brown
- Alfred Hitchcock
- King Vidor.

Najmłodszym reżyserem, który otrzymał statuetkę był Damien Chazelle, który w wieku 32 lat wygrał ją za film La La Land (2016). Najstarszym natomiast był Clint Eastwood, który w wieku 74 lat otrzymał nagrodę za film Za wszelką cenę (2004). Najmłodszym nominowanym w tej kategorii reżyserem był John Singleton, który mając 24 lata został nominowany za film Chłopaki z sąsiedztwa (1991). Najstarszym nominowanym reżyserem był John Huston, który w wieku 79 lat otrzymał nominację za film Honor Prizzich (1985).
John Singleton jest też jednym z sześciu Afroamerykanów nominowanych w tej kategorii. Poza nim do grona tego należą: Lee Daniels, Steve McQueen, Barry Jenkins, Jordan Peele i Spike Lee.
Jedynym polskim reżyserem, który otrzymał Oscara w tej kategorii jest Roman Polański (2002), nagrodzony za film Pianista. Nominowani w tej kategorii byli również Krzysztof Kieślowski za film Trzy kolory. Czerwony (1994) oraz Paweł Pawlikowski za film Zimna wojna (2019).

## Laureaci i nominowani

### Lata 1920–1929
1927/28: Lewis Milestone – Awantura arabska (komedia) i Frank Borzage – Siódme niebo (dramat)

nominacje:

dramat
- Herbert Brenon – Sorrell i syn
- King Vidor – Człowiek z tłumu

komedia:
- Charlie Chaplin – Cyrk
- Ted Wilde – Speedy

1928/29: Frank Lloyd – Królowa bez korony

nominacje:
- Lionel Barrymore – Madame X
- Harry Beaumont – Melodia Broadwayu
- Irving Cummings – W starej Arizonie
- Frank Lloyd – Weary River i Drag
- Ernst Lubitsch – Patriota

### Lata 1930–1939
1929/30: Lewis Milestone – Na Zachodzie bez zmian

nominacje:
- Clarence Brown – Anna Christie
- Clarence Brown – Romans
- Robert Z. Leonard – Rozwódka
- Ernst Lubitsch – Parada miłości
- King Vidor – Dusze czarnych

1930/31: Norman Taurog – Skippy

nominacje:
- Clarence Brown – Wolne dusze
- Lewis Milestone – Strona tytułowa
- Wesley Ruggles – Cimarron
- Josef von Sternberg – Maroko

1931/32: Frank Borzage – Zła dziewczyna

nominacje:
- King Vidor – Mistrz
- Josef von Sternberg – Szanghaj Ekspres

1932/33: Frank Lloyd – Kawalkada

nominacje:
- Frank Capra – Arystokracja podziemi
- George Cukor – Małe kobietki

1934: Frank Capra – Ich noce

nominacje:
- Victor Schertzinger – Noc miłości
- W.S. Van Dyke – W pogoni za cieniem

1935: John Ford – Potępieniec

nominacje:
- Henry Hathaway – Bengali
- Frank Lloyd – Bunt na Bounty

1936: Frank Capra – Pan z milionami

nominacje:
- Gregory La Cava – Mój pan mąż
- Robert Z. Leonard – Wielki Ziegfeld
- W.S. Van Dyke – San Francisco
- William Wyler – Dodsworth

1937: Leo McCarey – Naga prawda

nominacje:
- William Dieterle – Życie Emila Zoli
- Sidney Franklin – Ziemia błogosławiona
- Gregory La Cava – Obcym wstęp wzbroniony
- William A. Wellman – Narodziny gwiazdy

1938: Frank Capra – Cieszmy się życiem

nominacje:
- Michael Curtiz – Aniołowie o brudnych twarzach
- Michael Curtiz – Cztery córki
- Norman Taurog – Miasto chłopców
- King Vidor – Złudzenia życia

1939: Victor Fleming – Przeminęło z wiatrem

nominacje:
- Frank Capra – Pan Smith jedzie do Waszyngtonu
- John Ford – Dyliżans
- Sam Wood – Żegnaj, Chips
- William Wyler – Wichrowe Wzgórza

### Lata 1940–1949
1940: John Ford – Grona gniewu

nominacje:
- George Cukor – Filadelfijska opowieść
- Alfred Hitchcock – Rebeka
- Sam Wood – Kitty Foyle
- William Wyler – List

1941: John Ford – Zielona dolina

nominacje:
- Alexander Hall – Awantura w zaświatach
- Howard Hawks – Sierżant York
- Orson Welles – Obywatel Kane
- William Wyler – Małe liski

1942: William Wyler – Pani Miniver

nominacje:
- Michael Curtiz – Yankee Doodle Dandy
- John Farrow – Wake Island
- Mervyn LeRoy – Zagubione dni
- Sam Wood – Kings Row

1943: Michael Curtiz – Casablanca

nominacje:
- Clarence Brown – Komedia ludzka
- Henry King – Pieśń o Bernadette
- Ernst Lubitsch – Niebiosa mogą zaczekać
- George Stevens – Wesoły sublokator

1944: Leo McCarey – Idąc moją drogą

nominacje:
- Alfred Hitchcock – Łódź ratunkowa
- Henry King – Wilson
- Otto Preminger – Laura
- Billy Wilder – Podwójne ubezpieczenie

1945: Billy Wilder – Stracony weekend

nominacje:
- Clarence Brown – Wielka nagroda
- Alfred Hitchcock – Urzeczona
- Leo McCarey – Dzwony Najświętszej Marii Panny
- Jean Renoir – Południowiec

1946: William Wyler – Najlepsze lata naszego życia

nominacje:
- Clarence Brown – Roczniak
- Frank Capra – To wspaniałe życie
- David Lean – Spotkanie
- Robert Siodmak – Zabójcy

1947: Elia Kazan – Dżentelmeńska umowa

nominacje:
- George Cukor – Podwójne życie
- Edward Dmytryk – Krzyżowy ogień
- Henry Koster – Żona biskupa
- David Lean – Wielkie nadzieje

1948: John Huston – Skarb Sierra Madre

nominacje:
- Anatole Litvak – Kłębowisko żmij
- Jean Negulesco – Johnny Belinda
- Laurence Olivier – Hamlet
- Fred Zinnemann – Poszukiwania

1949: Joseph L. Mankiewicz – List do trzech żon

nominacje:
- Carol Reed – Stracone złudzenia
- Robert Rossen – Gubernator
- William A. Wellman – Pole bitwy
- William Wyler – Dziedziczka

### Lata 1950–1959
1950: Joseph L. Mankiewicz – Wszystko o Ewie

nominacje:
- George Cukor – Urodzeni wczoraj
- John Huston – Asfaltowa dżungla
- Carol Reed – Trzeci człowiek
- Billy Wilder – Bulwar Zachodzącego Słońca

1951: George Stevens – Miejsce pod słońcem

nominacje:
- John Huston – Afrykańska królowa
- Elia Kazan – Tramwaj zwany pożądaniem
- Vincente Minnelli – Amerykanin w Paryżu
- William Wyler – Opowieści o detektywie

1952: John Ford – Spokojny człowiek

nominacje:
- Cecil B. DeMille – Największe widowisko świata
- John Huston – Moulin Rouge
- Joseph L. Mankiewicz – Kryptonim Cicero
- Fred Zinnemann – W samo południe

1953: Fred Zinnemann – Stąd do wieczności

nominacje:
- George Stevens – Jeździec znikąd
- Charles Walters – Lili
- Billy Wilder – Stalag 17
- William Wyler – Rzymskie wakacje

1954: Elia Kazan – Na nabrzeżach

nominacje:
- Alfred Hitchcock – Okno na podwórze
- George Seaton – Dziewczyna z prowincji
- William A. Wellman – Noc nad Pacyfikiem
- Billy Wilder – Sabrina

1955: Delbert Mann – Marty

nominacje:
- Elia Kazan – Na wschód od Edenu
- David Lean – Urlop w Wenecji
- Joshua Logan – Piknik
- John Sturges – Czarny dzień w Black Rock

1956: George Stevens – Olbrzym

nominacje:
- Michael Anderson – W 80 dni dookoła świata
- Walter Lang – Król i ja
- King Vidor – Wojna i pokój
- William Wyler – Przyjacielska perswazja

1957: David Lean – Most na rzece Kwai

nominacje:
- Joshua Logan – Sayonara
- Sidney Lumet – Dwunastu gniewnych ludzi
- Mark Robson – Peyton Place
- Billy Wilder – Świadek oskarżenia

1958: Vincente Minnelli – Gigi

nominacje:
- Richard Brooks – Kotka na gorącym blaszanym dachu
- Stanley Kramer – Ucieczka w kajdanach
- Mark Robson – Gospoda Szóstego Dobrodziejstwa
- Robert Wise – Chcę żyć!

1959: William Wyler – Ben-Hur

nominacje:
- Jack Clayton – Miejsce na górze
- George Stevens – Pamiętnik Anny Frank
- Billy Wilder – Pół żartem, pół serio
- Fred Zinnemann – Historia zakonnicy

### Lata 1960–1969
1960: Billy Wilder – Garsoniera

nominacje:
- Jack Cardiff – Synowie i kochankowie
- Jules Dassin – Nigdy w niedzielę
- Alfred Hitchcock – Psychoza
- Fred Zinnemann – Przybysze o zmierzchu

1961: Robert Wise i Jerome Robbins – West Side Story

nominacje:
- Federico Fellini – Słodkie życie
- Stanley Kramer – Wyrok w Norymberdze
- Robert Rossen – Bilardzista
- J. Lee Thompson – Działa Navarony

1962: David Lean – Lawrence z Arabii

nominacje:
- Pietro Germi – Rozwód po włosku
- Robert Mulligan – Zabić drozda
- Arthur Penn – Cudotwórczyni
- Frank Perry – Dawid i Lisa

1963: Tony Richardson – Przygody Toma Jonesa

nominacje:
- Federico Fellini – Osiem i pół
- Elia Kazan – Ameryka, Ameryka
- Otto Preminger – Kardynał
- Martin Ritt – Hud, syn farmera

1964: George Cukor – My Fair Lady

nominacje:
- Michael Cacoyannis – Grek Zorba
- Peter Glenville – Becket
- Stanley Kubrick – Doktor Strangelove, czyli jak przestałem się martwić i pokochałem bombę
- Robert Stevenson – Mary Poppins

1965: Robert Wise – Dźwięki muzyki

nominacje:
- David Lean – Doktor Żywago
- John Schlesinger – Darling
- Hiroshi Teshigahara – Kobieta z wydm
- William Wyler – Kolekcjoner

1966: Fred Zinnemann – Oto jest głowa zdrajcy

nominacje:
- Michelangelo Antonioni – Powiększenie
- Richard Brooks – Zawodowcy
- Claude Lelouch – Kobieta i mężczyzna
- Mike Nichols – Kto się boi Virginii Woolf?

1967: Mike Nichols – Absolwent

nominacje:
- Richard Brooks – Z zimną krwią
- Norman Jewison – W upalną noc
- Stanley Kramer – Zgadnij, kto przyjdzie na obiad
- Arthur Penn – Bonnie i Clyde

1968: Carol Reed – Oliver!

nominacje:
- Anthony Harvey – Lew w zimie
- Stanley Kubrick – 2001: Odyseja kosmiczna
- Gillo Pontecorvo – Bitwa o Algier
- Franco Zeffirelli – Romeo i Julia

1969: John Schlesinger – Nocny kowboj

nominacje:
- Costa-Gavras – Z
- George Roy Hill – Butch Cassidy i Sundance Kid
- Arthur Penn – Restauracja Alicji
- Sydney Pollack – Czyż nie dobija się koni?

### Lata 1970–1979
1970: Franklin J. Schaffner – Patton

nominacje:
- Robert Altman – MASH
- Federico Fellini – Satyricon
- Arthur Hiller – Love Story
- Ken Russell – Zakochane kobiety

1971: William Friedkin – Francuski łącznik

nominacje:
- Peter Bogdanovich – Ostatni seans filmowy
- Norman Jewison – Skrzypek na dachu
- Stanley Kubrick – Mechaniczna pomarańcza
- John Schlesinger – Ta przeklęta niedziela

1972: Bob Fosse – Kabaret

nominacje
- John Boorman – Uwolnienie
- Francis Ford Coppola – Ojciec chrzestny
- Joseph L. Mankiewicz – Detektyw
- Jan Troell – Emigranci

1973: George Roy Hill – Żądło

nominacje:
- Ingmar Bergman – Szepty i krzyki
- Bernardo Bertolucci – Ostatnie tango w Paryżu
- William Friedkin – Egzorcysta
- George Lucas – Amerykańskie graffiti

1974: Francis Ford Coppola – Ojciec chrzestny II

nominacje:
- John Cassavetes – Kobieta pod presją
- Bob Fosse – Lenny
- Roman Polański – Chinatown
- François Truffaut – Noc amerykańska

1975: Miloš Forman – Lot nad kukułczym gniazdem

nominacje:
- Robert Altman – Nashville
- Federico Fellini – Amarcord
- Stanley Kubrick – Barry Lyndon
- Sidney Lumet – Pieskie popołudnie

1976: John G. Avildsen – Rocky

nominacje:
- Ingmar Bergman – Twarzą w twarz
- Sidney Lumet – Sieć
- Alan J. Pakula – Wszyscy ludzie prezydenta
- Lina Wertmüller – Siedem piękności Pasqualino

1977: Woody Allen – Annie Hall

nominacje:
- George Lucas – Gwiezdne wojny
- Herbert Ross – Punkt zwrotny
- Steven Spielberg – Bliskie spotkania trzeciego stopnia
- Fred Zinnemann – Julia

1978: Michael Cimino – Łowca jeleni

nominacje:
- Woody Allen – Wnętrza
- Hal Ashby – Powrót do domu
- Warren Beatty i Buck Henry – Niebiosa mogą zaczekać
- Alan Parker – Ekspres o północy

1979: Robert Benton – Sprawa Kramerów

nominacje:
- Francis Ford Coppola – Czas apokalipsy
- Bob Fosse – Cały ten zgiełk
- Édouard Molinaro – Klatka szaleńców
- Peter Yates – Uciekać

### Lata 1980–1989
1980: Robert Redford – Zwyczajni ludzie

nominacje:
- David Lynch – Człowiek słoń
- Roman Polański – Tess
- Richard Rush – Kaskader z przypadku
- Martin Scorsese – Wściekły Byk

1981: Warren Beatty – Czerwoni

nominacje:
- Hugh Hudson – Rydwany ognia
- Louis Malle – Atlantic City
- Mark Rydell – Nad Złotym Stawem
- Steven Spielberg – Poszukiwacze zaginionej Arki

1982: Richard Attenborough – Gandhi

nominacje:
- Sidney Lumet – Werdykt
- Wolfgang Petersen – Okręt
- Sydney Pollack – Tootsie
- Steven Spielberg – E.T.

1983: James L. Brooks – Czułe słówka

nominacje:
- Bruce Beresford – Pod czułą kontrolą
- Ingmar Bergman – Fanny i Aleksander
- Mike Nichols – Silkwood
- Peter Yates – Garderobiany

1984: Miloš Forman – Amadeusz

nominacje:
- Woody Allen – Danny Rose z Broadwayu
- Robert Benton – Miejsca w sercu
- Roland Joffé – Pola śmierci
- David Lean – Podróż do Indii

1985: Sydney Pollack – Pożegnanie z Afryką

nominacje:
- Héctor Babenco – Pocałunek kobiety pająka
- John Huston – Honor Prizzich
- Akira Kurosawa – Ran
- Peter Weir – Świadek

1986: Oliver Stone – Pluton

nominacje:
- Woody Allen – Hannah i jej siostry
- James Ivory – Pokój z widokiem
- Roland Joffé – Misja
- David Lynch – Blue Velvet

1987: Bernardo Bertolucci – Ostatni cesarz

nominacje:
- John Boorman – Nadzieja i chwała
- Lasse Hallström – Moje pieskie życie
- Norman Jewison – Wpływ księżyca
- Adrian Lyne – Fatalne zauroczenie

1988: Barry Levinson – Rain Man

nominacje:
- Charles Crichton – Rybka zwana Wandą
- Mike Nichols – Pracująca dziewczyna
- Alan Parker – Missisipi w ogniu
- Martin Scorsese – Ostatnie kuszenie Chrystusa

1989: Oliver Stone – Urodzony 4 lipca

nominacje:
- Woody Allen – Zbrodnie i wykroczenia
- Kenneth Branagh – Henryk V
- Jim Sheridan – Moja lewa stopa
- Peter Weir – Stowarzyszenie Umarłych Poetów

### Lata 1990–1999
1990: Kevin Costner – Tańczący z wilkami

nominacje:
- Francis Ford Coppola – Ojciec chrzestny III
- Stephen Frears – Naciągacze
- Barbet Schroeder – Druga prawda
- Martin Scorsese – Chłopcy z ferajny

1991: Jonathan Demme – Milczenie owiec

nominacje:
- Barry Levinson – Bugsy
- Ridley Scott – Thelma i Louise
- John Singleton – Chłopaki z sąsiedztwa
- Oliver Stone – JFK

1992: Clint Eastwood – Bez przebaczenia

nominacje:
- Robert Altman – Gracz
- Martin Brest – Zapach kobiety
- James Ivory – Powrót do Howards End
- Neil Jordan – Gra pozorów

1993: Steven Spielberg – Lista Schindlera

nominacje:
- Robert Altman – Na skróty
- Jane Campion – Fortepian
- James Ivory – Okruchy dnia
- Jim Sheridan – W imię ojca

1994: Robert Zemeckis – Forrest Gump

nominacje:
- Woody Allen – Strzały na Broadwayu
- Krzysztof Kieślowski – Trzy kolory. Czerwony
- Robert Redford – Quiz Show
- Quentin Tarantino – Pulp Fiction

1995: Mel Gibson – Braveheart. Waleczne serce

nominacje:
- Mike Figgis – Zostawić Las Vegas
- Chris Noonan – Babe – świnka z klasą
- Michael Radford – Listonosz
- Tim Robbins – Przed egzekucją

1996: Anthony Minghella – Angielski pacjent

nominacje:
- Joel Coen – Fargo
- Miloš Forman – Skandalista Larry Flynt
- Scott Hicks – Blask
- Mike Leigh – Sekrety i kłamstwa

1997: James Cameron – Titanic

nominacje:
- Peter Cattaneo – Goło i wesoło
- Atom Egoyan – Słodkie jutro
- Curtis Hanson – Tajemnice Los Angeles
- Gus Van Sant – Buntownik z wyboru

1998: Steven Spielberg – Szeregowiec Ryan

nominacje:
- Roberto Benigni – Życie jest piękne
- John Madden – Zakochany Szekspir
- Terrence Malick – Cienka czerwona linia
- Peter Weir – Truman Show

1999: Sam Mendes – American Beauty

nominacje:
- Lasse Hallström – Wbrew regułom
- Spike Jonze – Być jak John Malkovich
- Michael Mann – Informator
- M. Night Shyamalan – Szósty zmysł

### Lata 2000–2009
2000: Steven Soderbergh – Traffic

nominacje:
- Stephen Daldry – Billy Elliot
- Ang Lee – Przyczajony tygrys, ukryty smok
- Ridley Scott – Gladiator
- Steven Soderbergh – Erin Brockovich

2001: Ron Howard – Piękny umysł

nominacje:
- Robert Altman – Gosford Park
- Peter Jackson – Władca Pierścieni: Drużyna Pierścienia
- David Lynch – Mulholland Drive
- Ridley Scott – Helikopter w ogniu

2002: Roman Polański – Pianista

nominacje:
- Pedro Almodóvar – Porozmawiaj z nią
- Stephen Daldry – Godziny
- Rob Marshall – Chicago
- Martin Scorsese – Gangi Nowego Jorku

2003:  Peter Jackson – Władca Pierścieni: Powrót króla

nominacje:
- Sofia Coppola – Między słowami
- Clint Eastwood – Rzeka tajemnic
- Fernando Meirelles – Miasto Boga
- Peter Weir – Pan i władca: Na krańcu świata

2004: Clint Eastwood – Za wszelką cenę

nominacje:
- Taylor Hackford – Ray
- Mike Leigh – Vera Drake
- Alexander Payne – Bezdroża
- Martin Scorsese – Aviator

2005: Ang Lee – Tajemnica Brokeback Mountain

nominacje:
- George Clooney – Good Night and Good Luck
- Paul Haggis – Miasto gniewu
- Bennett Miller – Capote
- Steven Spielberg – Monachium

2006: Martin Scorsese – Infiltracja

nominacje:
- Clint Eastwood – Listy z Iwo Jimy
- Stephen Frears – Królowa
- Alejandro González Iñárritu – Babel
- Paul Greengrass – Lot 93

2007: Joel Coen i Ethan Coen – To nie jest kraj dla starych ludzi

nominacje:
- Paul Thomas Anderson – Aż poleje się krew
- Tony Gilroy – Michael Clayton
- Jason Reitman – Juno
- Julian Schnabel – Motyl i skafander

2008: Danny Boyle – Slumdog. Milioner z ulicy

nominacje:
- Stephen Daldry – Lektor
- David Fincher – Ciekawy przypadek Benjamina Buttona
- Ron Howard – Frost/Nixon
- Gus Van Sant – Obywatel Milk

2009: Kathryn Bigelow – The Hurt Locker. W pułapce wojny

nominacje:
- James Cameron – Avatar
- Lee Daniels – Hej, skarbie
- Jason Reitman – W chmurach
- Quentin Tarantino – Bękarty wojny

### Lata 2010–2019
2010: Tom Hooper – Jak zostać królem

nominacje:
- Darren Aronofsky – Czarny łabędź
- Joel i Ethan Coen – Prawdziwe męstwo
- David Fincher – The Social Network
- David O. Russell – Fighter

2011: Michel Hazanavicius – Artysta

nominacje:
- Woody Allen – O północy w Paryżu
- Terrence Malick – Drzewo życia
- Alexander Payne – Spadkobiercy
- Martin Scorsese – Hugo i jego wynalazek

2012: Ang Lee – Życie Pi

nominacje:
- Michael Haneke – Miłość
- David O. Russell – Poradnik pozytywnego myślenia
- Steven Spielberg – Lincoln
- Benh Zeitlin – Bestie z południowych krain

2013: Alfonso Cuarón – Grawitacja

nominacje:
- Steve McQueen – Zniewolony. 12 Years a Slave
- Alexander Payne – Nebraska
- David O. Russell – American Hustle: Jak się skubie w Ameryce
- Martin Scorsese – Wilk z Wall Street

2014: Alejandro González Iñárritu – Birdman

nominacje:
- Wes Anderson – Grand Budapest Hotel
- Richard Linklater – Boyhood
- Bennett Miller – Foxcatcher
- Morten Tyldum – Gra tajemnic

2015: Alejandro González Iñárritu – Zjawa

nominacje:
- Lenny Abrahamson – Pokój
- Tom McCarthy – Spotlight
- Adam McKay – Big Short
- George Miller – Mad Max: Na drodze gniewu

2016: Damien Chazelle – La La Land

nominacje:
- Mel Gibson – Przełęcz ocalonych
- Barry Jenkins – Moonlight
- Kenneth Lonergan – Manchester by the Sea
- Denis Villeneuve – Nowy początek

2017: Guillermo del Toro – Kształt wody

nominacje:
- Paul Thomas Anderson – Nić widmo
- Greta Gerwig – Lady Bird
- Christopher Nolan – Dunkierka
- Jordan Peele – Uciekaj!

2018: Alfonso Cuarón – Roma

nominacje:
- Jorgos Lantimos – Faworyta
- Spike Lee – Czarne bractwo. BlacKkKlansman
- Adam McKay – Vice
- Paweł Pawlikowski – Zimna wojna

2019: Bong Joon-ho − Parasite

nominacje:
- Sam Mendes − 1917
- Todd Phillips − Joker
- Martin Scorsese − Irlandczyk
- Quentin Tarantino − Pewnego razu... w Hollywood

### Lata 2020–2029
2020: Chloé Zhao – Nomadland

nominacje:
- Lee Isaac Chung – Minari
- Emerald Fennell – Obiecująca. Młoda. Kobieta.
- David Fincher – Mank
- Thomas Vinterberg – Na rauszu

2021: Jane Campion – Psie pazury

nominacje:
- Paul Thomas Anderson – Licorice Pizza
- Kenneth Branagh – Belfast
- Ryūsuke Hamaguchi – Drive My Car
- Steven Spielberg – West Side Story

2022: Daniel Kwan i Daniel Scheinert – Wszystko wszędzie naraz

nominacje:
- Todd Field – Tár
- Martin McDonagh – Duchy Inisherin
- Ruben Östlund – W trójkącie
- Steven Spielberg – Fabelmanowie

2023: Christopher Nolan – Oppenheimer

nominacje:
- Jonathan Glazer – Strefa interesów
- Jorgos Lantimos – Biedne istoty
- Martin Scorsese – Czas krwawego księżyca
- Justine Triet – Anatomia upadku

2024: Sean Baker – Anora

nominacje:
- Brady Corbet – The Brutalist
- James Mangold – Kompletnie nieznany(inne języki)
- Jacques Audiard – Emilia Pérez(inne języki)
- Coralie Fargeat – Substancja[1]